# 593

593(오백구십삼)은 592보다 크고 594보다 작은 자연수다.

## 수학
- 108번째 소수(素數)다. 앞의 소수는 587, 다음은 599다.
  - 27번째 소피 제르맹 소수(↔ 1187)다. 앞의 소피 제르맹 소수는 509, 다음은 641이다.
  - 베르누이 수의 분자 {\displaystyle B_{22}}를 나눌 수 있는 비정규 소수다.
- 피타고라스 삼조의 빗변의 길이이다. ({\displaystyle 368^{2}+465^{2}=593^{2}})[a]
- {\displaystyle 593=71+73+79+83+89+97+101}
  - 연속하는 소수(素數) 7개의 합으로 나타낼 수 있으며, 이 성질을 지닌 앞의 수는 559, 다음 수는 625다.
- {\displaystyle 593=47+53+59+61+67+71+73+79+83}
  - 연속하는 소수(素數) 9개의 합으로 나타낼 수 있으며, 이 성질을 지닌 앞의 수는 553, 다음 수는 635다.
- {\displaystyle 593=8^{2}+23^{2}}
  - 서로 다른 두 자연수의 제곱합으로 나타낼 수 있는 수다.
- {\displaystyle 77^{4}-1}은 593으로 나누어떨어진다.

## 과학
- NGC 593: 고래자리 방향에 있는 렌즈형은하.
- 593 티타니아(영어판): 소행성.

## 교통

### 항공
- 아에로플로트 593편 추락 사고

### 도로
- 현도 제593호선

## 군사
- U-593(영어판, 독일어판): 제2차 세계 대전에 사용된 나치 독일의 군용 잠수함.

## 문화유산
- 대한민국의 보물 제593호: 이상좌불화첩

## 기타
- 연도: 593년, 기원전 593년